# روب هيلي
روب هيلي (بالإنجليزية: Rob Healy)‏ هو مصرفي الاستثمار ‏ أمريكي، ولد في 13 أبريل 1964.